# Найкращий тренер
«Найкращий тренер» — комедійний фільм 2009 року.

## Зміст
У день народження життя Ленні змінюється радикально: він втрачає свою роботу, свою дружину і посаду тренера футбольної команди місцевої школи. Чи може бути гірше? Може! Ленні стає свідком пограбування і приходить у себе в багажнику машини гангстерів! Але Ленні не здається! Втікши від бандитів, він знайомиться з вождем африканського племені, який стурбований війною з великою корпорацією, яка бажає захопити землю його народу. Як компроміс сторони домовляються провести футбольний матч - команда корпорації проти команди племені. Хто переможе - того і земля! Ленні погоджується тренувати команду племені і врятувати землю їхніх предків.